# 刺旋花
刺旋花（学名：Convolvulus tragacanthoides）是旋花科旋花属的植物。分布在蒙古、俄罗斯以及中国大陆的甘肃、河北、宁夏、内蒙古、四川、陕西、新疆、華北等地，生长于海拔700米至2,500米的地区，见于石缝中和戈壁滩，目前尚未由人工引种栽培。